# Mathnasium
Mathnasium (tên khác: Trung tâm học tập Mathnasium) là thương hiệu giáo dục và nhượng quyền thương mại bổ sung bao gồm hơn 900 trung tâm học tập ở Bắc Mỹ, Nam Mỹ, Châu Âu, Trung Đông và Châu Á. Chương trình giảng dạy sử dụng phương pháp Mathnasium, một hệ thống độc quyền đã được phát triển hơn 35 năm bởi người đồng sáng lập Lawrence Martinek.

## Giải thưởng
Năm 2012, Tạp chí Enterpreneur xếp hạng Mathnasium #112 trong nhượng quyền thương mại 500®; vào năm 2011, Mathnasium được xếp hạng #138; trong năm 2010, #176; năm 2009, #173; và năm 2008, #197. Năm 2012, Enterpreneur xếp hạng Mathnasium #44 trong danh sách các thương hiệu phát triển nhanh nhất; vào năm 2011, Mathnasium được xếp hạng #79; và trong năm 2010, #77. Năm 2012, Enterpreneur xếp hạng Mathnasium #94 trong các thương hiệu hàng đầu của Mỹ; năm 2011, Mathnasium xếp hạng #114; trong năm 2010, #138; năm 2009, số 135; trong năm 2008, #98; và vào năm 2017, #170.